# 娘日歸泥
娘日歸泥為章太炎提出之漢語音韻學理論，即中古漢語中的娘母、日母在上古漢語中歸於泥母。該理論補足了錢大昕未竟之理論。

## 内容
古漢語語音中，中古音是承上古音，開啟下近古現代音的。中古音可分為兩個時期，分別是「隋唐之際」的中古前期與「唐末宋初」的中古後期。古漢語語音之研究，以「隋唐之際」的中古音為主幹。錢大昕已提出古無輕唇音這原理，而他亦提出古無舌上音。「知徹澄娘」等舌上音在中古前期（隋唐）已出現，「知徹澄娘」等舌音於隋唐時可能仍念作「端透定泥」等舌頭音，而到後來才變作舌上音，無損中古前期知徹澄娘等舌上音的規律。另外，錢大昕《十駕齋養新錄‧卷五‧舌音類隔之說不可信》指出「古人多舌音，後代多變為齒音，不獨『知徹澄』三母為然也。」提出古無正齒音。但對於娘日歸泥，錢大昕「古無舌上音」中，已指出中古前期始出現的「知徹澄」上古為「端透定」，但卻沒有提及「娘」與「泥」的關係，因此只提出「知徹澄」上古為「端透定」的見解。章太炎則能找出證據，證明「娘」古亦當為「泥」。如文獻中，章太炎於《國故論衡‧上‧古音娘日二紐歸泥說》：「古音有舌頭泥紐，其後別支，則舌上有娘紐，半舌半齒有日紐。於古皆泥紐也。」

### 示例
- 《詩經‧魏風‧碩鼠》「碩鼠碩鼠，無食我黍。三歲貫女，莫我肯顧。」中，「女，通汝。」﹝《辭源》﹞女字為娘母，而汝字為日母，是同聲母，娘日均為泥母。如《庖丁解牛》「合於桑林之舞，乃中經首之會。」中的乃，『乃』﹝泥﹞是『而』﹝日﹞的古讀。
- 「入」、「內」、「納」、「訥」、「吶」、「妠」、「枘」、「汭」等八個單音節詞，它們今音聲母並不相同，但它們具同源分化關係。「入」、「枘」、「汭」為日母；、「內」、「納」、「訥」、「妠」為泥母；「吶」、「妠」為娘母，屬於同一聲母。按章太炎娘日歸泥的理論，便清晰解構。